# Södra Jotjärnen
Södra Jotjärnen är en sjö i Malung-Sälens kommun och Torsby kommun i Dalarna och ingår i Göta älvs huvudavrinningsområde. Sjön har en area på 0,061 kvadratkilometer och ligger 446,2 meter över havet.

## Delavrinningsområde
Södra Jotjärnen ingår i det delavrinningsområde (676835-132791) som SMHI kallar för Mynnar i Höljessjön. Medelhöjden är 471 meter över havet och ytan är 52,54 kvadratkilometer. Det finns inga avrinningsområden uppströms utan avrinningsområdet är högsta punkten. Havsvallen som avvattnar avrinningsområdet har biflödesordning 2, vilket innebär att vattnet flödar genom totalt 2 vattendrag innan det når havet efter 497 kilometer. Avrinningsområdet består mestadels av skog (83 procent). Avrinningsområdet har 0,18 kvadratkilometer vattenytor vilket ger det en sjöprocent på 0,3 procent.